# Sóvpolie
Sóvpolie (en rus: Совполье) és un poble de l'óblast d'Arkhànguelsk, a Rússia, segons el cens del 2012 tenia 39 habitants.